# Чемпионат России по футболу среди женщин 2004
Чемпионат России по футболу среди женщин 2004 — 13-й сезон Высшего дивизиона в системе женских футбольных лиг России. Сезон начался 1 мая 2004 года и завершился 12 октября 2004 года. Победителем впервые стала Лада из Тольятти.

## Участники
Сводная статистика участников
учтены матчи завершённых сезонов
без учёта мячей забитых в сериях послематчевых пенальти
с учётом технических результатов
легенда
 — команда была Чемпионом
 — команда была вице-чемпионом
 — команда была бронзовый призёром
| команда      | команда         | сезоны | сезоны    | Результаты выступлений | Результаты выступлений | Результаты выступлений | Результаты выступлений | Результаты выступлений | Результаты выступлений | Результаты выступлений | Результат в сезоне 2003    | Примечания                                                                        |
| наименование | город           | #      | года      | И                      | В                      | Н                      | П                      | ЗМ                     | ПМ                     | РМ                     | Результат в сезоне 2003    | Примечания                                                                        |
| ------------ | --------------- | ------ | --------- | ---------------------- | ---------------------- | ---------------------- | ---------------------- | ---------------------- | ---------------------- | ---------------------- | -------------------------- | --------------------------------------------------------------------------------- |
| Энергия      | Воронеж         | 12     | 1992—2003 | 243                    | 182                    | 29                     | 32                     | 679                    | 137                    | +542                   | Высший дивизион, 1-е место | Энергия-XXI век (1999—2001)                                                       |
| ЦСК ВВС      | Самара          | 12     | 1992—2003 | 243                    | 178                    | 33                     | 32                     | 661                    | 157                    | +504                   | Высший дивизион, 3-е место |                                                                                   |
| Чертаново    | Москва          | 12     | 1992—2003 | 240                    | 93                     | 40                     | 107                    | 315                    | 372                    | -57                    | Высший дивизион, 7-е место | СКИФ (Малаховка) (1992) СКИФ-Фемина (Малаховка) (1993) Чертаново-СКИФ (1994—1996) |
| Лада         | Тольятти        | 10     | 1994—2003 | 192                    | 105                    | 26                     | 61                     | 391                    | 260                    | +131                   | Высший дивизион, 2-е место |                                                                                   |
| Рязань-ТНК   | Рязань          | 7      | 1997—2003 | 126                    | 85                     | 13                     | 28                     | 350                    | 119                    | +231                   | Высший дивизион, 4-е место | ВДВ (1997—1999)                                                                   |
| Надежда      | Ногинск         | 2      | 2002—2003 | 32                     | 13                     | 3                      | 16                     | 31                     | 45                     | -14                    | Высший дивизион, 6-е место |                                                                                   |
| Россиянка    | Красноармейск   | —      | —         | —                      | —                      | —                      | —                      | —                      | —                      | —                      | Первый дивизион, 1-е место | дебютант                                                                          |
| Ника         | Нижний Новгород | —      | —         | —                      | —                      | —                      | —                      | —                      | —                      | —                      | Первый дивизион, 2-е место | дебютант                                                                          |

Клуб Высшего дивизиона 2003 «Энергетик-КМВ» (Кисловодск) прекратил существование в межсезонье.
Чемпион Первого дивизиона 2003 «Надежда» (Красноармейск) сменил название на «Россиянку».

## Регламент
Чемпионат в третий раз прошел в два этапа (после сезонов 1999 и 2001). 
На Предварительном этапе 7 команд сыграли каждая с каждой в два круга (дома и в гостях). На Финальном этапе первые 4 команды Предварительного этапа сыграли каждая с каждой в два круга (дома и в гостях) и с учётом всех набранных очков определили чемпиона, а последние 3 команды боролись за 5-е место.

## Турнирная таблица

### Предварительный этап
1 мая — 15 августа
| Поз | Команда                   | И  | В | Н | П  | МЗ | МП | РМ  | О  | Квалификация или выбывание         |
| --- | ------------------------- | -- | - | - | -- | -- | -- | --- | -- | ---------------------------------- |
| 1   | Энергия (Воронеж)         | 12 | 7 | 4 | 1  | 31 | 7  | +24 | 25 | Выход в Финальный этап (1-4 места) |
| 2   | Лада (Тольятти)           | 12 | 7 | 3 | 2  | 35 | 11 | +24 | 24 | Выход в Финальный этап (1-4 места) |
| 3   | Россиянка (Красноармейск) | 12 | 6 | 3 | 3  | 25 | 14 | +11 | 21 | Выход в Финальный этап (1-4 места) |
| 4   | Надежда (Ногинск)         | 12 | 5 | 4 | 3  | 17 | 8  | +9  | 19 | Выход в Финальный этап (1-4 места) |
| 5   | ЦСК ВВС (Самара)          | 12 | 4 | 5 | 3  | 17 | 9  | +8  | 17 | Выход в Финальный этап (5-7 места) |
| 6   | Чертаново (Москва)        | 12 | 1 | 4 | 7  | 10 | 22 | -12 | 7  | Выход в Финальный этап (5-7 места) |
| 7   | Ника (Нижний Новгород)    | 12 | 0 | 1 | 11 | 2  | 66 | -64 | 1  | Выход в Финальный этап (5-7 места) |
| —   | Рязань-ТНК (Рязань)       | —  | — | — | —  | —  | —  | —   | —  | снялся                             |

### Финальный этап

#### Турнир за 1 место
26 августа - 12 октября
| Поз | Команда                   | И  | В  | Н | П | МЗ | МП | РМ  | О  | Квалификация или выбывание        |
| --- | ------------------------- | -- | -- | - | - | -- | -- | --- | -- | --------------------------------- |
|     | Лада (Тольятти)           | 18 | 10 | 5 | 3 | 46 | 17 | +29 | 35 | Квалификационный раунд Кубка УЕФА |
|     | Россиянка (Красноармейск) | 18 | 9  | 5 | 4 | 33 | 20 | +13 | 32 |                                   |
|     | Энергия (Воронеж)         | 18 | 8  | 7 | 3 | 34 | 12 | +22 | 31 | Переход в Первый дивизион         |
| 4   | Надежда (Ногинск)         | 18 | 5  | 7 | 6 | 18 | 14 | +4  | 22 |                                   |

#### Турнир за 5 место
26 августа - 10 октября
| Поз | Команда                | И  | В | Н | П  | МЗ | МП | РМ  | О  | Квалификация или выбывание |
| --- | ---------------------- | -- | - | - | -- | -- | -- | --- | -- | -------------------------- |
| 5   | ЦСК ВВС (Самара)       | 16 | 6 | 7 | 3  | 26 | 12 | +14 | 25 | расформирован              |
| 6   | Чертаново (Москва)     | 16 | 3 | 6 | 7  | 22 | 24 | -2  | 15 |                            |
| 7   | Ника (Нижний Новгород) | 16 | 0 | 1 | 15 | 5  | 85 | -80 | 1  | расформирован              |

1. ↑  «Рязань-ТНК», проведя два матча в Самаре 1 мая и Тольятти 4 мая с командами ЦСК ВВС (1-2) и «Лада» (1-3) снялась с соревнований по финансовым причинам — результаты аннулированы
2. ↑  «Энергия» в связи с финансовыми трудностями перешла в Первый дивизион 2005
3. ↑  ЦСК ВВС в связи с финансовыми трудностями прекратил существование в межсезонье
4. ↑  «Ника» в связи с финансовыми трудностями прекратила существование в межсезонье

## Результаты матчей
| Команда                   | Лада | Россиянка | Энергия | Надежда | ЦСК ВВС | Чертаново | Ника | Рязань-ТНК |
| ------------------------- | ---- | --------- | ------- | ------- | ------- | --------- | ---- | ---------- |
| Лада (Тольятти)           |      | 0:1       | 1:1     | 2:0     | 1:2     | 2:2       | 8:0  | 3:1        |
| Лада (Тольятти)           | 1:3  | 3:0       | 2:0     | —       | —       | —         | —    |            |
| Россиянка (Красноармейск) | 1:4  |           | 1:0     | 0:0     | 0:5     | 1:0       | 10:1 | —          |
| Россиянка (Красноармейск) | 2:4  | 1:1       | 1:0     | —       | —       | —         | —    |            |
| Энергия (Воронеж)         | 2:2  | 4:1       |         | 3:0     | 1:0     | 2:0       | 9:0  | —          |
| Энергия (Воронеж)         | 0:0  | 0:1       | 0:0     | —       | —       | —         | —    |            |
| Надежда (Ногинск)         | 0:2  | 0:0       | 1:1     |         | 1:0     | 3:0       | 6:0  | —          |
| Надежда (Ногинск)         | 1:1  | 0:0       | 0:2     | —       | —       | —         | —    |            |
| ЦСК ВВС (Самара)          | 0:4  | 0:0       | 0:0     | 0:0     |         | 0:0       | 7:1  | 2:1        |
| ЦСК ВВС (Самара)          | —    | —         | —       | —       | 1:1     | 4:1       | —    |            |
| Чертаново (Москва)        | 2:4  | 0:4       | 1:4     | 0:1     | 1:1     |           | 4:0  | —          |
| Чертаново (Москва)        | —    | —         | —       | —       | 0:0     | 6:1       | —    |            |
| Ника (Нижний Новгород)    | 0:5  | 0:6       | 0:4     | 0:5     | 0:2     | 0:0       |      | —          |
| Ника (Нижний Новгород)    | —    | —         | —       | —       | 1:4     | 0:5       | —    |            |

 Домашняя победа  •  Ничья •  Домашнее поражение
1. ↑  матч состоялся в Самаре

## Статистика чемпионата

### Список бомбардиров
| 16 (1)-Барбашина 10 (1)-Савина 5-Костраба 3-Савченкова 3-Скотникова 2-Чёрная 1 (1)-Воскресенская 1-Вик. Горбачёва 1-Коломиец 1-Люд. Кузнецова 1-Михайлова | 18-Летюшова 5-Верезубова 4-Дьячкова 1-Астафьева 1-Дыгай 1-Миронова 1-Сергаева 1-Шмачкова 1-Юшкевич | 11-Зинченко 5-Данилова 3-Емельянова 3-Мишанская 2-Степаненко 2-Раштеттер 1-Апанащенко 1-Босикова 1-Ел. Горбачёва 1-Григорьева 1-Жданова 1-Бенсон 1-Берт | 4-Фомина 3-Л.Васильева 3-Лисачёва 2-Титова 1-Баркова 1-Геворгян 1-Дробот 1-Исаева 1-Цуркан 1-Шемякина | 12 (1)-Кремлева 3 (1)-Егорова 3-Карасёва 2-Григорьева 2-Петряева 1-Брылёва 1-Горячева 1-Пешина 1-Примак | 10-Мокшанова 5-Попова 2-Ел. Макаренко 2-Светлова 1-Гомозова 1-Семенченко 1-Сочнева | 3-Булдакова 2-Капустина | 2-Вербовская |
| автогол | | | | |                                                                                    |                         |              |
| 1-Дыгай «Россиянка» | | 1-Сотникова «Чертаново» | | |                                                                                    |                         |              |

- — в скобках указаны неучтённые голы в ворота «Рязань-ТНК».

### Рекорды сезона
- Самая крупная победа хозяев (+9): 10:1 в матче «Россиянка»—«Ника», 8 июня, 9:0 в матче «Энергия»—«Ника», 4 мая
- Самая крупная победа гостей (+6): 0:6 в матче «Ника»—«Россиянка», 14 августа
- Наибольшее количество забитых мячей в одном матче (11): 10:1 в матче «Россиянка»—«Ника», 8 июня
- Наибольшее количество голов, забитых одной командой в матче (10):10:1 в матче «Россиянка»—«Ника», 8 июня
- Самый популярный счёт (0:0): 11 раз (18,33% от всех матчей)

## 33 лучших футболистки России по итогам сезона 2004 года
| Позиция | Вратарь                 | Правый                 | Левый                     | Либеро                   | Стоппер                 | Правый                   | Левый                        | Центральный               | Под нападающими          | Правый                   | Левый                       |
| Позиция | Вратарь                 | Защитники              | Защитники                 | Защитники                | Защитники               | Полузащитники            | Полузащитники                | Полузащитники             | Полузащитники            | Нападающие               | Нападающие                  |
| ------- | ----------------------- | ---------------------- | ------------------------- | ------------------------ | ----------------------- | ------------------------ | ---------------------------- | ------------------------- | ------------------------ | ------------------------ | --------------------------- |
| 1       | Эльвира Тодуа Россиянка | Ирина Зварич Энергия   | Татьяна Зайцева Россиянка | Марина Коломиец Лада     | Татьяна Чёрная Лада     | Ирина Воскресенская Лада | Татьяна Верезубова Россиянка | Татьяна Егорова ЦСК ВВС   | Наталья Зинченко Энергия | Наталья Барбашина Лада   | Ольга Летюшова Россиянка    |
| 2       | Вероника Шульга ЦСК ВВС | Ольга Порядина Лада    | Елена Денщик ЦСК ВВС      | Марина Буракова Надежда  | Татьяна Скотникова Лада | Елена Морозова Россиянка | Лина Рабах Лада              | Елена Цуркан Надежда      | Елена Фомина Надежда     | Мария Дьячкова Россиянка | Лариса Савина Энергетик-КМВ |
| 3       | Елена Морозова Лада     | Ольга Карасёва ЦСК ВВС | Елена Шевцова Лада        | Ольга Сергаева Россиянка | Вера Струкова Энергия   | Галина Комарова Надежда  | Екатерина Сочнева Чертаново  | Валентина Савченкова Лада | Ирина Григорьева ЦСК ВВС | Ольга Кремлева ЦСК ВВС   | Наталья Мокшанова Чертаново |

## Чемпионы
Чемпионы России 2004 года (игроки «Лада»).
| №              | Имя                  | Клуб               | Дата рождения    | Возраст | Игр     | Голов   |
| Вратари        | Вратари              | Вратари            | Вратари          | Вратари | Вратари | Вратари |
| -------------- | -------------------- | ------------------ | ---------------- | ------- | ------- | ------- |
| 1              | Светлана Байкина     | Россия             | 25 января 1985   | 19 лет  | —       | —       |
| 16             | Елена Морозова       | Россия             | 7 января 1974    | 30 лет  | —       | —       |
| Защитники      |                      |                    |                  |         |         |         |
| 3              | Марина Коломиец      | Россия             | 29 сентября 1972 | 32 года | —       | 1       |
|                | Наталья Мухина       | Россия             | 3 июня 1981      | 23 года | —       | —       |
| 14             | Ольга Порядина       | Россия             | 10 декабря 1980  | 24 года | —       | —       |
|                | Олеся Трунтаева      | Россия             | 11 января 1980   | 24 года | —       | —       |
| 5              | Елена Шевцова        | Белоруссия         | 20 июля 1974     | 30 лет  | —       | —       |
| Полузащитники  |                      |                    |                  |         |         |         |
| 7              | Ирина Воскресенская  | Россия             | 4 июня 1975      | 29 лет  | —       | 1       |
|                | Виктория Горбачёва   | Россия             | 2 июня 1984      | 20 лет  | —       | 1       |
| 19             | Нана Гелбахиани      | Россия             | 1 октября 1971   | 33 года | —       | —       |
|                | Людмила Кузнецова    | Россия             | 13 января 1977   | 27 лет  | —       | 1       |
| 2              | Наталья Маслова      | Россия             | 9 сентября 1976  | 28 лет  | —       | —       |
| 13             | Елена Михайлова      | Россия             | 4 августа 1984   | 20 лет  | —       | 1       |
| 21             | Лина Рабах           | Россия             | 14 января 1982   | 22 года | —       | —       |
|                | Наталья Русских      | Россия             | 6 июля 1985      | 19 лет  | —       | —       |
| 18             | Валентина Савченкова | Россия             | 29 апреля 1983   | 21 год  | —       | 4       |
| 11             | Татьяна Скотникова   | Россия             | 27 ноября 1978   | 26 лет  | —       | 3       |
| 23             | Татьяна Чёрная       | Украина            | 25 февраля 1981  | 23 года | —       | 2       |
| Нападающие     |                      |                    |                  |         |         |         |
| 20             | Наталья Барбашина    | Россия             | 26 августа 1973  | 31 год  | —       | 16      |
| 9              | Анна Костраба        | Украина            | 6 июля 1967      | 37 лет  | —       | 5       |
| 8              | Альбина Макарова     | Россия             | 10 февраля 1971  | 33 года | —       | —       |
| 10             | Лариса Савина        | Россия             | 25 ноября 1970   | 34 года | —       | 10      |
| Главный тренер |                      |                    |                  |         |         |         |
| Флаг России    | Александр Григорян   | Александр Григорян | 28 сентября 1966 | 38 лет  |         |         |